# Lakshmeshwar
Lakshmeshwar là một thị xã của quận Gadag thuộc bang Karnataka, Ấn Độ.

## Địa lý
Lakshmeshwar có vị trí 15°08′B 75°28′Đ / 15,13°B 75,47°Đ Nó có độ cao trung bình là 634 mét (2080 feet).

## Nhân khẩu
Theo điều tra dân số năm 2001 của Ấn Độ, Lakshmeshwar có dân số 33.411 người. Phái nam chiếm 51% tổng số dân và phái nữ chiếm 49%. Lakshmeshwar có tỷ lệ 62% biết đọc biết viết, cao hơn tỷ lệ trung bình toàn quốc là 59,5%: tỷ lệ cho phái nam là 70%, và tỷ lệ cho phái nữ là 53%. Tại Lakshmeshwar, 13% dân số nhỏ hơn 6 tuổi.